# 44206 Clareschneider
44206 Clareschneider è un asteroide della fascia principale. Scoperto nel 1998, presenta un'orbita caratterizzata da un semiasse maggiore pari a 2,6114570 au e da un'eccentricità di 0,1588914, inclinata di 13,41601° rispetto all'eclittica.